# Helen Lee

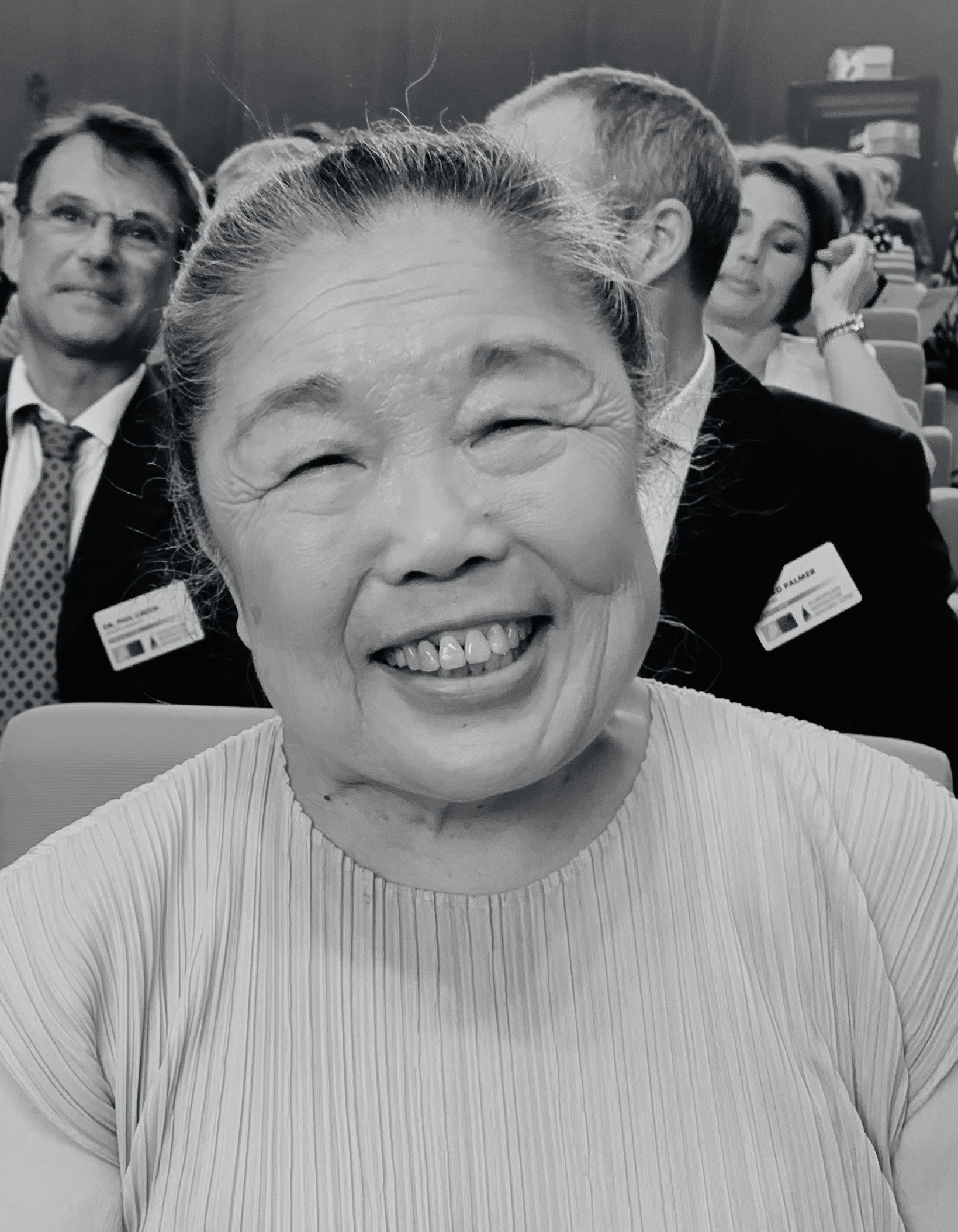
Helen Lee

Helen Lee (* in China) ist eine britisch-französische Biologin, außerordentliche Professorin an der University of Cambridge und Gewinnerin des vom Europäischen Patentamt verliehenen Europäischen Erfinderpreises 2016 für die Erfindung von Diagnosekits für Infektionskrankheiten wie HIV, Hepatitis B und Chlamydien für ressourcenschwache Regionen.

## Leben
Helen Lee hat ihren Doktortitel an der Cornell University erworben. Sie begann ihre Karriere in Paris am nationalen Zentrum für Bluttransfusionen Centre national de transfusion sanguine.
Seit 1996 ist sie außerordentliche Professorin und Leiterin der Diagnostic Development Unit an der Universität Cambridge, wo sie HIV-Tests für Entwicklungsländer entwickelt. Das Diagnosekit mit dem Namen „Samba“ (einfacher Test auf der Grundlage der Amplifikation) wird in Subsahara-Afrika mit Ärzte ohne Grenzen getestet.
2016 gewann sie den Europäischen Erfinderpreis in der Kategorie Publikumspreis mit mehr als 36 300 Stimmen. Der damalige Präsident des Europäischen Patentamts, Benoît Battistelli, sagte: „Das überwältigende Votum der Öffentlichkeit für Helen Lee würdigt ihren bedeutenden Beitrag zur Früherkennung und Behandlung von Infektionskrankheiten in den Regionen, die sie am dringendsten benötigen.“
Seit 2017 ist sie Mitglied und im Jahr 2021 Vorsitzende der Expertenjury, die die Europäischen Erfinderpreise verleiht.
Im Mai 2020 wurde Helen Lee auf der Science Power List der Times gewürdigt, weil ihre Erfindung, das Diagnostik-Kit Samba II, für Corona-Tests angepasst werden konnte.

## Preise und Auszeichnungen
- 2005 Lord Lloyd of Kilgerran Award[1]
- 2006 European Women of Achievement Award für ihre Rolle bei der Verbesserung der Gesundheitsversorgung in Entwicklungsländern[6]
- 2006 British Female Inventor in Industry Award[1]
- 2007 Asian Women of Achievement Award[1]
- 2016 Europäischer Erfinderpreis in der Kategorie Publikumspreis[1]